# Ashby St Ledgers
Ashby St Ledgers è un villaggio e parrocchia civile dell'Inghilterra, appartenente alla contea del Northamptonshire.